# Seerp Brouwer
Seerp Brouwer (Franeker, 8 februari 1793 – Leeuwarden, 30 juli 1856) was een Fries hoogleraar, wetenschapper en politicus.
Seerp Brouwer was de zoon van de doopsgezinde predikant Jan Brouwer en Janna Geertrui Ysbrandi. Na het voltooien van de Latijnse school te Leeuwarden studeerde Brouwer godgeleerdheid, wis- en natuurkunde en geneeskunde aan het Atheneum van Franeker. In 1811 ging hij naar Leiden om aan de Hogeschool verder geneeskunde te studeren, waarin hij in 1816 promoveerde, met een specialisatie in de verloskunde. Ook promoveerde hij in 1817 in de wiskunde en wijsbegeerte.
Tijdens zijn studententijd was Brouwer ook benoemd tot lid van de Garde d'Honneur en meldde hij zich aan als vrijwilliger in 1815 toen Napoleon terugkeerde van Elba. Hij was sergeant-majoor bij het corps vrijwillige jagers van de Leidse studentenweerbaarheid. In 1818 trouwde hij te Leeuwarden met Sjuwke Cats, de zus van de latere politicus Jentje Cats.
Vervolgens werd Brouwer huisarts in Leeuwarden. In 1823 verliet hij die post om hoogleraar wis- en natuurkunde te worden aan de Hogeschool te Groningen (1823-1835).
Van 1842 tot 1845 vertegenwoordigde de Fries zijn provincie in Den Haag bij de Tweede Kamer der Staten-Generaal, waar hij een moderate of gematigd liberale positie innam. Hij speelde een belangrijke rol in het in 1843 ten val brengen van minister Jan Jacob Rochussen van Financiën, en behoorde in 1844 voor het ontwerp-Adres van Antwoord stemde, waarin werd aangedrongen op een grondwetsherziening. Ook steunde hij het voorstel van Floris Adriaan van Hall voor een vrijwillige lening. In 1844 was hij lid van de staatscommissie die de rekening van de koloniale remises moest onderzoeken.
Brouwer was lid en oprichter van het Geneeskundig Genootschap te Leeuwarden en het Provinciaal Utrechtsch Genootschap van Kunsten en Wetenschappen. Hij was benoemd tot Ridder in de Orde van de Nederlandse Leeuw.